# Armizonsky (huyện)
Huyện Armizonsky (tiếng Nga: Армизонский райо́н) là một huyện hành chính tự quản (raion), của Tỉnh Tyumen, Nga. Huyện có diện tích 3166 kilômét vuông. Trung tâm của huyện đóng ở Amizonskoye.